# Sandro Teti Editore
(Motto della Sandro Teti Editore)
La Sandro Teti Editore è una casa editrice italiana fondata a Roma nel 2003 da Sandro Domenico Teti.  La casa editrice, che ha un particolare interesse per i paesi dell’area post-sovietica, pubblica cinque collane. 
Sandro Teti Editore ha curato e pubblicato per molti anni una delle riviste culturali più longeve del Paese, Il Calendario del Popolo, fondata nel marzo 1945 ed edita dalla Nicola Teti Editore dal 1964 al 2010.

## Collane
La casa editrice pubblica cinque collane:
- Immagine, dedicata alle arti figurative (pittura, fotografia, scultura);
- Historos, diretta da Luciano Canfora, uno strumento per la conoscenza e la comprensione della Storia senza limite cronologico e geografico, anche secondo punti di vista meno consolidati;
- I Russi e l'Italia si occupa della plurisecolare presenza russa nel Bel Paese e degli italiani in Russia. Protagonisti sono i rappresentanti della letteratura, dell'arte, della musica, della politica e della diplomazia dei due paesi, che hanno contribuito a creare e a consolidare i legami tra i due popoli;
- Zig Zag, fondata da Mario Geymonat e diretta da Vittorio Russo, si concentra sui percorsi di narrativa e sulla poesia;
- Il Teatro della Storia, diretta da Ada Gigli Marchetti, propone attraverso il teatro una rilettura degli avvenimenti storici per favorirne la comprensione e la conoscenza.

## Pubblicazioni
Di seguito sono riportati alcuni volumi pubblicati dalla Sandro Teti Editore:
- Laura Salmon, C'era una volta l'Urss. Storia di un amore, ISBN 9788831492850
- Elena Basile, Frammenti di Bruxelles, ISBN 9788831492959
- Zahir ad-Din Muhammad Babur, Baburnama, ISBN 9788831492874
- Eduard Limonov, Il boia, ISBN 9788899918705
- Eduard Limonov, Zona industriale, ISBN 9788899918316
- Guy Mettan, Russofobia. Mille anni di diffidenza, prefazione di Franco Cardini, ISBN 9788888249933
- Luciano Canfora, Il passato presente, ISBN 9788831492560
- Sergio Romano, Il suicidio dell'URSS, prefazione di Luciano Canfora, introduzione di Ezio Mauro, ISBN 9788831492324
- Alberto Bradanini, Cina. L'irresistibile ascesa, ISBN 9788831492423
- Marco Sioli, All’ombra di Mao. W.E.B. Du Bois, un afroamericano tra Urss, Cina e Africa, ISBN 9788831492393
- Daniil Charms, Incendio, a cura di Simonetta De Bartolo, prefazione di Paolo Nori, introduzione di Valerij Sažin, ISBN 9788831492638
- Elisabetta Burba (a cura di), Guerra in Ucraina. Cause, conseguenze, retroscena, con scritti di Alberto Bradanini, Elisabetta Burba, Paolo Calzini, Luciano Canfora, Toni Capuozzo, Franco Cardini, Maurizio Carta, Giacomo Gabellini, Gianandrea Gaiani, Gian Micalessin, Fabio Mini, Moni Ovadia, Umberto Vattani, ISBN 9788831492676
- Silvano Tagliagambe, Dal caos al cosmo. Introduzione al cosmismo russo, prefazione di Armando Torno, ISBN 9788831492126
- Võ Nguyên Giáp, Masse armate ed esercito regolare, prefazione di Luciano Canfora, ISBN 978-88-88249-40-7
- Gianni Ferraro, Enciclopedia dello spionaggio nella Seconda guerra mondiale, prefazione di Corrado Augias, ISBN 978-88-88249-27-8
- Leonid Mlečin, Perché Stalin creò Israele, prefazione di Luciano Canfora, introduzione di Enrico Mentana, postfazione di Moni Ovadia, ISBN 978-88-88249-20-9
- Zhores Alferov, Scienza e società, introduzione di Carlo Rubbia, ISBN 978-88-88249-11-7
- Mario Geymonat, Il grande Archimede, prefazione di Luciano Canfora, introduzione di Zhores Alferov, ISBN 978-88-88249-23-0
- Franco Ferrarotti, Maria Immacolata Macioti, Periferie. Da problema a risorsa, prefazione di Flavio Albanese, introduzione di Khaled Fouad Allam, ISBN 978-88-88249-17-9
- Mario Geymonat, Giampiero Mele (a cura di), Fili d'ambra. Il Rinascimento del Baltico, ISBN 978-88-88249-31-5
- Vittorio Russo, Quando Dio scende in terra, prefazione di Mario Geymonat, nota introduttiva di Marcello Craveri, ISBN 978-88-88249-22-3
- Vittorio Russo, Transiberiana, prefazione di Marc Innaro, ISBN 978-88-9991-8118
- Vittorio Russo, L'Uzbekistan di Alessandro Magno, prefazione di Franco Cardini, ISBN 97-888-99-918712
- Vittorio Russo, Pigafetta e Magellano. Un viaggio alla fine del mondo, introduzione di Franco Cardini, ISBN 9788831492744
- Salvatore d'Albergo, Diritto e Stato tra scienza giuridica e marxismo, presentazione di Valentino Parlato, ISBN 88-88249-03-6
- Aleksej Kara-Murza, Firenze Russa, introduzione di Stefano Garzonio, ISBN 978-88-88249-08-7
- Aleksej Kara-Murza, Napoli Russa, introduzione di Vittorio Strada, ISBN 88-88249-06-0
- Aleksej Kara-Murza, Roma Russa, introduzione di Rita Giuliani, ISBN 978-88-88249-00-1
- Aleksej Kara-Murza, Venezia Russa, presentazione di Mario Geymonat, introduzione di Vittorio Strada, ISBN 88-88249-07-9
- Konstantin Plužnikov, Nicola Ivanoff un tenore italiano, prefazione di Fausto Malcovati, introduzione di Alfonso Gianni, ISBN 978-88-88249-19-3
- Radu Pavel Gheo, Dan Lungu (a cura di), Compagne di viaggio. Racconti di donne ai tempi del comunismo, con scritti di Adriana Babeti, Anamaria Beligan, Carmen Bendovski, Rodica Binder, Adriana Bittel, Mariana Codrut, Sanda Cordos, Nora Iuga, Cerasela Nistor, Ioana Ocneanu-Thierry, Simona Popescu, Iulia Popovici, Alina Radu, Doina Rusti, Simona Sora, Mihaela Ursa, Otilia Vieru-Baraboi, ISBN 978-88-88249-42-1
- Angelo Mastrandea (a cura di), Italia Underground, con scritti di Gianni Biondillo, Riccardo Brun, Miahi Mircea Butcovan, Ascanio Celestini, Ivan Della Mea, Marco Dotti, Duka, Valerio Evangelisti, Roberto Ferrucci, Ermanno Gallo, Lisa Ginzburg, Vincenzo Latronico, Giulio Laurenti, Stefano Liberti, Angelo Mastandrea, Giorgio Michelangeli, Manolo Morlacchi, Paolo Nori, Laura Oliva, Marco Philopat, Francesca Pilla, Tiziana Rinaldi Castro, Daniele Scaglione, Andrea Scarabelli, Igiaba Scego, Paola Watts, ISBN 978-88-88249-26-1
- Magda Poli, Un mare d'inchiostro per un mare di sangue. La Grande guerra, ISBN 978-88-88249-38-4
- Ulderico Rinaldini, Julija Timošenko, la conquista dell'Ucraina, ISBN 978-88-88249-51-3
- Mikhail Talalay, Dal Caucaso agli Appennini. Gli azerbaigiani nella resistenza italiana, ISBN 978-88-88249-24-7
- Magda Poli, Le donne che hanno fatto le donne, ISBN 978-88-88249-54-4
- Magda Poli, Shoah: era solo ieri, ISBN 978-88-88249-36-0
- Magda Poli, Napoleone, ISBN 978-88-88249-34-6
- Sonia Gukova e Giuseppe Barbieri (a cura di), Belarus'. Frontiera tra cielo e terra, ISBN 9788887760736
- Aldo Garzia (a cura di), Fårö, la Cinecittà di Ingmar Bergman, ISBN 978-88-88249-02-5
- Belarus', fotografie di Christian Reinhardt, introduzione di Matilde Hochkofler, testi di Mario Geymonat, ISBN 978-88-88249-01-8
- Silvia Buzzelli (a cura di), I giorni scontati. Appunti sul carcere, con contributi di Mauro Palma, Silvia Buzzelli, Claudia Pecorella, Fabio Cassibba, Elena Lombardi Vallauri, Stefania Mussio, Elena Zeni, Ercole Ongaro, Marco Verdone, Massimo Filippi, Luigi Lombardi Vallauri (LIBRO + DVD), ISBN 978-88-88249-43-8
- Carlo Frappi, Azerbaigian, crocevia del Caucaso, prefazione di Aldo Ferrari, ISBN 978-88-88249-21-6
- Giovanni Bensi, Le religioni dell'Azerbaigian, prefazione di Aldo Ferrari, ISBN 978-88-88249-30-8
- Fabio Indeo, Kazakhstan. Centro dell'Eurasia, introduzione di Aldo Ferrari, ISBN 978-88-88249-57-5
- Simcha Rotem, La Shoah in me. Memorie di un combattente del ghetto di Varsavia, prefazione di Gad Lerner, ISBN 978-88-88249-48-3
- Sandro Teti e Maurizio Carta (a cura di), Attacco all'Ucraina, contributi di Lucio Caracciolo, Giulietto Chiesa, Nicolai Lilin, Carlo Freccero, Aldo Ferrari, Fausto Biloslavo, Franco Cardini, Paolo Calzini, Stefano B. Galli e Maurizio Carta, ISBN 978-88-88249-75-9
- Sergio Bitar, Dawson Isla 10, prefazione di Walter Veltroni, ISBN 978-88-88249-64-3
- Hafiz Pashayev, Memorie di un ambasciatore, prefazione di Alessandro Politi, ISBN 978-88-88249-56-8
- Kamal Abdulla, Il manoscritto incompleto, introduzione di Franco Cardini, ISBN 978-88-88249-49-0
- Olzhas Suleimenov, Dal segno al suono. Per una preistoria del linguaggio, ISBN 978-88-88249-62-9
- Galina Sapožnikova, La congiura lituana. Come uccisero l’Urss e cosa accadde a chi tentò di salvarla, introduzione di Giulietto Chiesa, ISBN 978-88-88249-70-4
- Franco Mussida, La musica è fortuna, ISBN 978-88-99918-02-6
- Kamal Abdulla, La valle dei maghi, introduzione di Franco Cardini, ISBN 978-88-88249-67-4